# Proutia nigra
Proutia nigra is een vlinder uit de familie zakjesdragers (Psychidae). De wetenschappelijke naam van deze soort is voor het eerst geldig gepubliceerd in 2014 door Toyohei Saigusa & Mika Sugimoto.

## Type
- holotype: "male. 12.V.1969. leg. T. Saigusa"
- instituut: KUM, Fukuoka, Japan
- typelocatie: "Japan, Kyushu, Fukuoka Pref., Miyawaka-shi, Innakiyama"